# (2828) Iku-Turso
(2828) Iku-Turso – planetoida z pasa głównego asteroid okrążająca Słońce w ciągu 3 lat i 132 dni w średniej odległości 2,24 j.a. Została odkryta 18 lutego 1942 roku w obserwatorium w Turku przez Liisi Otermę. Nazwa planetoidy pochodzi od Iku-Turso, potwora morskiego w mitologii fińskiej. Przed nadaniem nazwy planetoida nosiła oznaczenie tymczasowe (2828) 1942 DL.